# Короткий сгибатель мизинца
Короткий сгибатель мизинца (лат. Musculus flexor digiti minimi brevis) — мышца кисти.
Имеет вид небольшой уплощённой мышцы, которая располагается латеральнее мышцы, отводящей мизинец, прикрыт сверху короткой ладонной мышцей и кожей. Начинается от крючка крючковидной кости, удерживателя сгибателей и, направляясь дистально, прикрепляется к ладонной поверхности проксимальной фаланги мизинца.

## Функция
Сгибает проксимальную фалангу мизинца.